# Zora Heide
Zora Heide r. Vinceljak (Levinovac kod Virovitice, 23. studenoga 1924.), hrvatska domovinska i iseljenička književnica.

## Životopis
Rodila se je u Levinovcu. Otac joj je bio učitelj, pa je pučku školu pohađala u više mjesta. Od oca je još kao dijete naučila esperanto. Dok je još bila u Zagrebu, surađivala je u esperantističkom pokretu. U Zagrebu je maturirala. Upisala se je na zagrebački Pravni fakultet, no taj je studij prekinula te je pošla pohađati školu za laboratorijsku tehničarku, gdje je diplomirala. Zaposlila se je u Higijenskom Zavodu grada Zagreba. Udala se za danskog državljanina. Kao njegova supruga otišla je 1960. u Dansku i nastanila se je u Rungsted Kystu. Zaposlila se je u struci i radila u nekoliko laboratorija u Kopenhagenu. Poslije će predavati u večernjoj školi: jezike esperanto i hrvatski, s diplomom dvogodišnjeg pedagoškog tečaja u Danskoj. 1979. godine početkom godine odselila je u Švedsku u Tullinge koji joj je stalno mjestoboravka.
Pisala je i objavila novele, pjesme, skečeve i putopise. Prve je radove objavila na esperantu, pa na hrvatskom, švedskom i danskom, a ponešto i na islandskom i engleskom jeziku. Prilozi na hrvatskom jeziku kadšto su se pojavljivali u listovima kao što su: Iseljenički kalendar, Zadarska revija, Vjesnik, Jugoslavenski list i inim.
Članica je Društva švedskih književnika i internacionalnog Esperantskog društva, u krugovima kojeg je poznata i objavljivana u cijelom svijetu.

## Djela
U Danskoj i Švedskoj objavila je knjige:

- Ni homoj (novela, na esperantu), 1970.

- Ni komedietas (skečevi, na esperantu), 1971.

- De sama aventyrarne (novela, na švedskom), 1982.

- Utflykt till det forflutna (novela, na švedskom), 1983.

- Male pustolovine (novele), 1983.

- Etulaj aventuroj (novele, na esperantu), 1983.

- Male pustolovine (novele, na audio-kazeti), 1983.

- Etulaj aventuroj (novele, na audio-kazeti), 1983.

- Nisam te zaboravila, grade (pjesme), 1984.

- Kantoj de l'silento (pjesme, na esperantu), 1984.

- Groteskaj dialogoj (skečevi, na esperantu), 1985.

## Nagrade i priznanja
Na esperantističkom području dobila je više nagrada. Na esperantskim književnim natječajima dobila je više nagrada, poput prve nagrade na Premio Internationale de poezia Europa 1977. u Milanu.
U brojnim je antologijama zastupljena svojim pjesmama ili novelama. Također je zastupljena istim radovima u mnogim esperantskim udžbenicima na svijetu.
Šimun Šito Ćorić uvrstio ju je u svoju antologiju 60 hrvatskih emigrantskih pisaca.